# Sonja Fogelberg
Helene Sonja Fogelberg, under en tid Klaar, född 9 juni 1934 i Jönköpings Kristina församling i Jönköpings län, är en svensk målare och tecknare.
Sonja Fogelberg bedrev studier för Gustaf Fogelberg, i Paris och Tyskland samt vid resor. Hennes verk innefattar stadsmotiv med humoristiskt betonade figurer samt figuriner och barnmotiv. Företrädesvis arbetar hon i olja och akvareller men utför också finstämda teckningar. Fogelberg har haft utställningar i såväl Sverige som utomlands och finns representerad i Hans Majestät Konungens samlingar samt i ett stort antal offentliga samlingar.
Sonja Fogelberg är dotter till konstnären Kalle Fogelberg och Elin Maria Andersson samt brorsdotter till Gustaf Fogelberg. Åren 1955–1989 var hon gift med Rune Klaar och makarna fick sonen Peter Fogelberg, som också är konstnär. Från denna tid har hon verk signerade Klaar.